# Michael Puff
Michael Puff (kendt under navnet Michael Schrick i sin hjemby (ca. 1400 i Wien - 1473 i Wien, begravet 12. februar 1473 i Stephansdom) var en østrigsk læge og dekan på det medicinske fakultet ved Wien Universitet.